# ベルギー漫画
ベルギー漫画は、漫画の歴史の中で明確なサブグループであり、
ヨーロッパの漫画の発展に大きな役割を果たした。

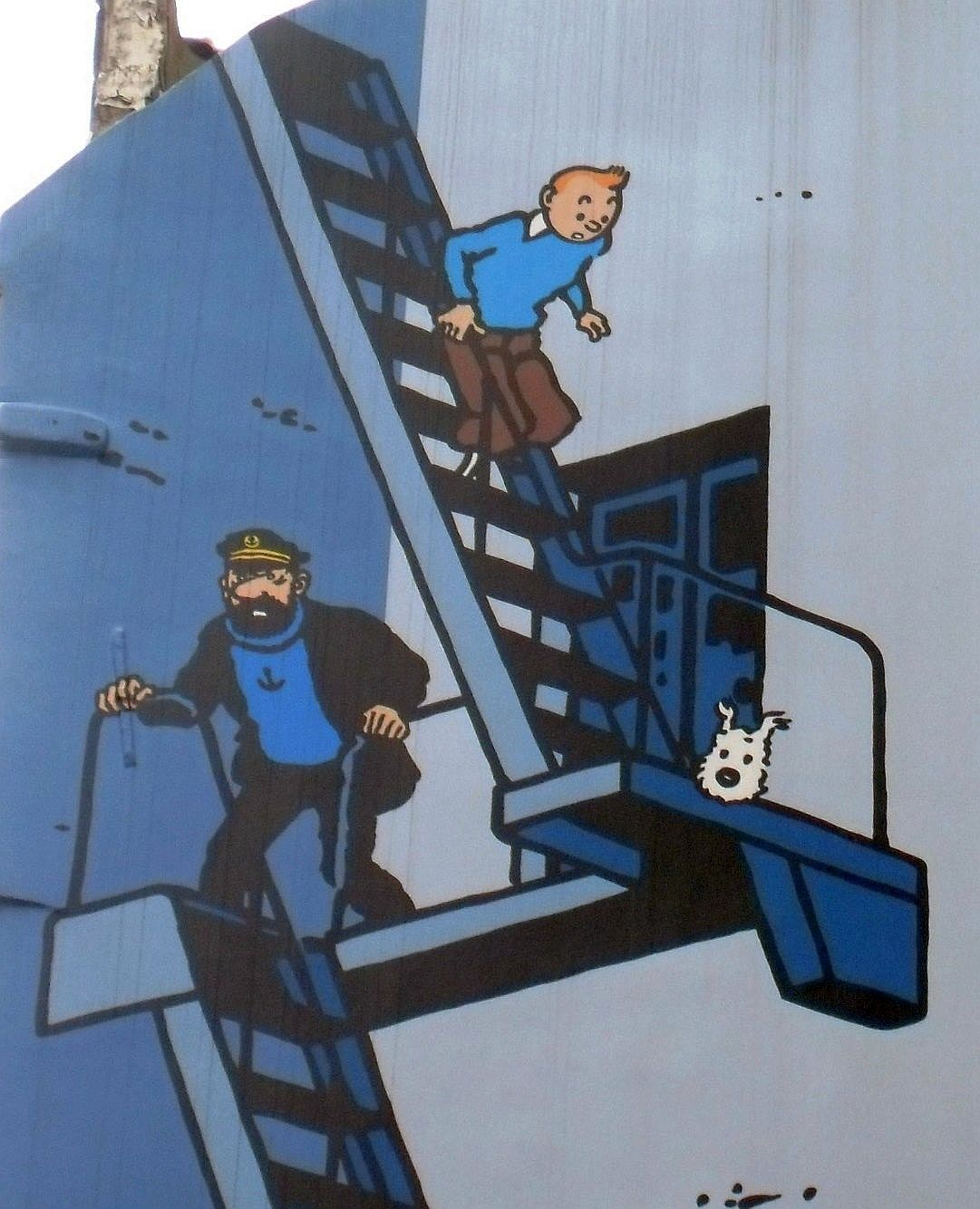
フランコ・ベルギーのバンド・デシネのシンボルとなった、おそらく最も有名なベルギーのバンド・デシネ『タンタンの冒険』の壁画

## 主な作品
- タンタンの冒険
- スマーフ
- ヨーコ・ツノ
- スピルー
- ラッキー・ルーク
- ジョジョ